# The Gift
The Gift – drugi album studyjny, szkockiej piosenkarki Susan Boyle. Wydany został 8 listopada 2010 roku, przez wytwórnię Syco i Columbia Records. Sama Susan wspomniała, że album będzie utrzymany w stylu lat 60., gdyż "była to jej era".

## Konkurs
Boyle przy nagrywaniu albumu postanowiła urządzić konkurs o nazwie "Poszukiwania Susan" (oryg. "Susan's Search"). Aplikanci musieli zaśpiewać kolędę "Silent Night" i załadować na jej kanał YouTube. Zwyciężczynią konkursu okazała się 33-letnia sanitariuszka, Amber Stassi, która wystąpiła na płycie Susan w piosence "Do you hear what I hear?".

## Odbiór
Po ogromnym sukcesie debiutanckiej płyty I Dreamed a Dream, spodziewano się dużego zainteresowania drugą płytą "The Gift". I rzeczywiście, w USA, w pierwszym tygodniu sprzedaży, album uplasował się na szczycie listy Billboard 200 i osiągnął poziom 318 000 sprzedanych egzemplarzy. Natomiast w Wielkiej Brytanii w pierwszym tygodniu sprzedano 102 000 płyt.

## Lista utworów[6]
| 1.  | "Perfect day"                                                                                      | 4:31  |
|     | - Lou Reed – autor tekstu i muzyki - Lou Reed – wykonanie oryginalne                               |       |
| 2.  | "Hallelujah"                                                                                       | 3:53  |
|     | - Leonard Cohen – autor tekstu i muzyki - Leonard Cohen – wykonanie oryginalne                     |       |
| 3.  | "Do you hear what I hear" (z Amber Stassi)                                                         | 3:55  |
|     | - Noël Regney, Gloria Shayne Baker – autorzy tekstu - Harry Simeone Chorale – wykonanie oryginalne |       |
| 4.  | "Don't dream it's over"                                                                            | 3:47  |
|     | - Neil Finn – autor tekstu - Crowded House – wykonanie oryginalne                                  |       |
| 5.  | "The first noel"                                                                                   | 2:59  |
|     | - Trad/Arranger Steve Mac, David Arch – autorzy tekstu - kolęda                                    |       |
| 6.  | "O Holy Night"                                                                                     | 4:04  |
|     | - Trad/Arranger Steve Mac, David Arch – autorzy tekstu - kolęda                                    |       |
| 7.  | "Away in the manger"                                                                               | 2:56  |
|     | - Trad/Arranger Steve Mac, David Arch – autorzy tekstu - kolęda                                    |       |
| 8.  | "Make me a channel of your peace"                                                                  | 4:24  |
|     | - Trad/Arranger Sebastian Temple – autorzy tekstu - hymn chrześcijański                            |       |
| 9.  | "Auld Lang Syne"                                                                                   | 2:45  |
|     | - Trad/Arranger Steve Mac, David Arch – autorzy tekstu - piosenka folkowa                          |       |
| 10. | "O come all Ye faithful"                                                                           | 2:06  |
|     | - Trad/Arranger Steve Mac, David Arch – autorzy tekstu - hymn chrześcijański                       |       |
|     | | 35:20 |
|     | |       |